# Paul Maslansky
Paul M. Maslansky, né le 23 novembre 1933 à New York, dans le quartier de Rego Park (dans le Queens) et mort le 2 décembre 2024, est un producteur américain, aussi scénariste, réalisateur et acteur.

## Biographie
Paul Maslansky est né à Harlem, New York, le 23 novembre 1933. Il joue du jazz pour gagner sa vie tout en fréquentant brièvement la faculté de droit de New York. Il est diplômé de l'université Washington & Lee de Lexington, en Virginie, en 1954.
Paul Maslansky connait un succès retentissant avec Police Academy en 1984. Avec un budget de 4,1 millions de dollars, le film rapporte 155 millions de dollars et donne naissance à une franchise de films et à une série télévisée Police Academy: The Series, écrite par Paul Maslansky.
Paul Maslansky est décédé à Los Robles, en Californie, le 2 décembre 2024, à l'âge de 91 ans.

## Filmographie

### Comme producteur
- 1964 : Le Château des morts-vivants (Il castello dei morti vivi) de Luciano Ricci et Lorenzo Sabatini
- 1972 : Le Métro de la mort
- 1976 : L'Oiseau bleu
- 1982 : Love Child
- 1984 : Police Academy
- 1985 : Oz, un monde extraordinaire (Return to Oz)
- 1986 : Police Academy 3
- 1987 : Police Academy 4
- 1988 : Police Academy 5
- 1989 : Police Academy 6
- 1990 : La Maison Russie
- 1994 : Police Academy : Mission à Moscou
- 1995 : Fluke
- 1997-1998 : Police Academy (série télévisée, 26 épisodes)

### Comme réalisateur
- 1974 : Sugar Hill

### Comme acteur
- 1975 : Race with the Devil : Road Worker in Cowboy Hat
- 1978 : Circle of Iron : Student at Temple
- 1986 : Police Academy 3: Back in Training : Man #4 in Police Line-up
- 1987 : Police Academy 4: Citizens on Patrol : Retirement Home Warden
- 1988 : Police Academy 5: Assignment: Miami Beach : Homeless Man at Museum
- 1989 : Police Academy 6: City Under Siege : Man at Precinct Payphone
- 2021 :  Silent Life : Adolph Zukor

### Comme scénariste
- 1997-1998 : Police Academy (série télévisée, 26 épisodes)